# Collegio di Bootle
Bootle è un collegio elettorale situato nel Merseyside, nel Nord Ovest dell'Inghilterra, e rappresentato alla Camera dei comuni del Parlamento del Regno Unito. Elegge un membro del parlamento con il sistema first-past-the-post, ossia maggioritario a turno unico; l'attuale parlamentare è Peter Dowd del Partito Laburista, che rappresenta il collegio dal 2015.

## Estensione
- 1885-1918: i Borough di Bootle-cum-Linacre e Liverpool, le parrocchie di Childwall, Fazakerley, Walton-on-the-Hill e Wavertree e parti delle parrocchie di Toxteth Park e West Derby.
- 1918-1950: il County Borough di Bootle.
- 1950-1955: il County Borough di Bootle, e il distretto urbano di Litherland.
- 1955-1974: il County Borough di Bootle.
- 1974-1983: il County Borough di Bootle, e il distretto urbano di Litherland.
- 1983-1997: i ward del Borough di Sefton di Church, Derby, Ford, Linacre, Litherland, Netherton, Orrell e St Oswald.
- 1997-2010: come sopra, eccetto il ward di Church.
- dal 2010: i ward del Borough di Sefton di Church, Derby, Ford, Linacre, Litherland, Netherton and Orrell, St Oswald e Victoria.

Il collegio copre la parte meridionale del borough metropolitano di Sefton, nel Merseyside. Comprende Bootle stessa, insieme ad altre località come Crosby, Waterloo, Seaforth, Litherland, Netherton, Orrell e Ford.

## Membri del parlamento
| Elezione | Elezione         | Deputato              | Partito      |
| -------- | ---------------- | --------------------- | ------------ |
|          | 1885             | Thomas Sandys         | Conservatore |
| 1911 (S) | Andrew Bonar Law |                       | Conservatore |
| 1918     | Thomas Royden    |                       | Conservatore |
|          | 1922             | James Burnie          | Liberale     |
|          | 1924             | Vivian Henderson      | Conservatore |
|          | 1929             | John Kinley           | Laburista    |
|          | 1931             | Chichester Crookshank | Conservatore |
| 1935     | Eric Errington   |                       | Conservatore |
|          | 1945             | John Kinley           | Laburista    |
| 1955     | Simon Mahon      |                       | Laburista    |
| 1979     | Allan Roberts    |                       | Laburista    |
| 1990 (S) | Michael Carr     |                       | Laburista    |
| 1990 (S) | Joe Benton       |                       | Laburista    |
| 2015     | Peter Dowd       |                       | Laburista    |

## Elezioni

### Elezioni negli anni 2020
| Partito                    | Partito                                | Candidato                  | Risultati 4 luglio 2024 | Risultati 4 luglio 2024 |
| Partito                    | Partito                                | Candidato                  | Voti                    | %                       |
| -------------------------- | -------------------------------------- | -------------------------- | ----------------------- | ----------------------- |
|                            | Laburista                              | Peter Dowd                 | 26 729                  | 68,75                   |
|                            | Reform UK                              | Darren Burns               | 4 746                   | 12,21                   |
|                            | Verdi                                  | Neil Doolin                | 3 904                   | 10,04                   |
|                            | Conservatore                           | Rowena Bass                | 1 674                   | 4,31                    |
|                            | Lib Dem                                | John Gibson                | 1 301                   | 3,35                    |
|                            | Workers                                | Ian Smith                  | 526                     | 1,35                    |
|                            |                                        |                            |                         |                         |
| Iscritti                   | Iscritti                               | Iscritti                   | 73 037                  | 100,00                  |
| ↳ Votanti (% su iscritti)  | ↳ Votanti (% su iscritti)              | ↳ Votanti (% su iscritti)  | 38 880                  | 53,23                   |
| ↳ Astenuti (% su iscritti) | ↳ Astenuti (% su iscritti)             | ↳ Astenuti (% su iscritti) | 34 157                  | 46,77                   |
|                            |                                        |                            |                         |                         |
|                            | Esito: collegio confermato a Laburista |                            |                         |                         |

### Elezioni negli anni 2010
| Partito                    | Partito                                | Candidato                  | Risultati 12 dicembre 2019 | Risultati 12 dicembre 2019 |
| Partito                    | Partito                                | Candidato                  | Voti                       | %                          |
| -------------------------- | -------------------------------------- | -------------------------- | -------------------------- | -------------------------- |
|                            | Laburista                              | Peter Dowd                 | 39 066                     | 79,44                      |
|                            | Conservatore                           | Tarsilo Onuluk             | 4 510                      | 9,17                       |
|                            | Brexit                                 | Kim Knight                 | 2 610                      | 5,31                       |
|                            | Lib Dem                                | Rebecca Hanson             | 1 822                      | 3,71                       |
|                            | Verdi                                  | Mike Carter                | 1 166                      | 2,37                       |
|                            |                                        |                            |                            |                            |
| Iscritti                   | Iscritti                               | Iscritti                   | 74 832                     | 100,00                     |
| ↳ Votanti (% su iscritti)  | ↳ Votanti (% su iscritti)              | ↳ Votanti (% su iscritti)  | 49 174                     | 65,71                      |
| ↳ Astenuti (% su iscritti) | ↳ Astenuti (% su iscritti)             | ↳ Astenuti (% su iscritti) | 25 658                     | 34,29                      |
|                            |                                        |                            |                            |                            |
|                            | Esito: collegio confermato a Laburista |                            |                            |                            |

| Partito                    | Partito                                | Candidato                  | Risultati 8 giugno 2017 | Risultati 8 giugno 2017 |
| Partito                    | Partito                                | Candidato                  | Voti                    | %                       |
| -------------------------- | -------------------------------------- | -------------------------- | ----------------------- | ----------------------- |
|                            | Laburista                              | Peter Dowd                 | 42 259                  | 84,03                   |
|                            | Conservatore                           | Charles Fifield            | 6 059                   | 12,05                   |
|                            | Lib Dem                                | David Newman               | 837                     | 1,66                    |
|                            | Verdi                                  | Alison Gibbon              | 709                     | 1,41                    |
|                            | Laburista Socialista                   | Kim Bryan                  | 424                     | 0,84                    |
|                            |                                        |                            |                         |                         |
| Iscritti                   | Iscritti                               | Iscritti                   | 72 670                  | 100,00                  |
| ↳ Votanti (% su iscritti)  | ↳ Votanti (% su iscritti)              | ↳ Votanti (% su iscritti)  | 50 288                  | 69,20                   |
| ↳ Astenuti (% su iscritti) | ↳ Astenuti (% su iscritti)             | ↳ Astenuti (% su iscritti) | 22 382                  | 30,80                   |
|                            |                                        |                            |                         |                         |
|                            | Esito: collegio confermato a Laburista |                            |                         |                         |

| Partito                    | Partito                                | Candidato                  | Risultati 7 maggio 2015 | Risultati 7 maggio 2015 |
| Partito                    | Partito                                | Candidato                  | Voti                    | %                       |
| -------------------------- | -------------------------------------- | -------------------------- | ----------------------- | ----------------------- |
|                            | Laburista                              | Peter Dowd                 | 33 619                  | 74,46                   |
|                            | UKIP                                   | Paul Nuttall               | 4 915                   | 10,89                   |
|                            | Conservatore                           | Jade Marsden               | 3 639                   | 8,06                    |
|                            | Verdi                                  | Lisa Tallis                | 1 501                   | 3,32                    |
|                            | Lib Dem                                | David Newman               | 978                     | 2,17                    |
|                            | TUSC                                   | Peter Glover               | 500                     | 1,11                    |
|                            |                                        |                            |                         |                         |
| Iscritti                   | Iscritti                               | Iscritti                   | 70 111                  | 100,00                  |
| ↳ Votanti (% su iscritti)  | ↳ Votanti (% su iscritti)              | ↳ Votanti (% su iscritti)  | 45 152                  | 64,40                   |
| ↳ Astenuti (% su iscritti) | ↳ Astenuti (% su iscritti)             | ↳ Astenuti (% su iscritti) | 24 959                  | 35,60                   |
|                            |                                        |                            |                         |                         |
|                            | Esito: collegio confermato a Laburista |                            |                         |                         |

| Partito                    | Partito                                | Candidato                  | Risultati 6 maggio 2010 | Risultati 6 maggio 2010 |
| Partito                    | Partito                                | Candidato                  | Voti                    | %                       |
| -------------------------- | -------------------------------------- | -------------------------- | ----------------------- | ----------------------- |
|                            | Laburista                              | Joe Benton                 | 27 426                  | 67,69                   |
|                            | Lib Dem                                | James Murray               | 6 245                   | 15,41                   |
|                            | Conservatore                           | Sohail Qureshi             | 3 678                   | 9,08                    |
|                            | UKIP                                   | Paul Nuttall               | 2 514                   | 6,20                    |
|                            | BNP                                    | Peter Glover               | 655                     | 1,62                    |
|                            |                                        |                            |                         |                         |
| Iscritti                   | Iscritti                               | Iscritti                   | 71 326                  | 100,00                  |
| ↳ Votanti (% su iscritti)  | ↳ Votanti (% su iscritti)              | ↳ Votanti (% su iscritti)  | 41 277                  | 57,87                   |
| ↳ Astenuti (% su iscritti) | ↳ Astenuti (% su iscritti)             | ↳ Astenuti (% su iscritti) | 30 049                  | 42,13                   |
|                            |                                        |                            |                         |                         |
|                            | Esito: collegio confermato a Laburista |                            |                         |                         |

### Elezioni negli anni 2000
| Partito                    | Partito                                | Candidato                  | Risultati 5 maggio 2005 | Risultati 5 maggio 2005 |
| Partito                    | Partito                                | Candidato                  | Voti                    | %                       |
| -------------------------- | -------------------------------------- | -------------------------- | ----------------------- | ----------------------- |
|                            | Laburista                              | Joe Benton                 | 19 345                  | 75,50                   |
|                            | Lib Dem                                | Chris Newby                | 2 988                   | 11,66                   |
|                            | Conservatore                           | Wafik Moustafa             | 1 580                   | 6,17                    |
|                            | UKIP                                   | Paul Nuttall               | 1 054                   | 4,11                    |
|                            | Alternativa Socialista                 | Peter Glover               | 655                     | 2,56                    |
|                            |                                        |                            |                         |                         |
| Iscritti                   | Iscritti                               | Iscritti                   | 53 714                  | 100,00                  |
| ↳ Votanti (% su iscritti)  | ↳ Votanti (% su iscritti)              | ↳ Votanti (% su iscritti)  | 25 622                  | 47,70                   |
| ↳ Astenuti (% su iscritti) | ↳ Astenuti (% su iscritti)             | ↳ Astenuti (% su iscritti) | 28 092                  | 52,30                   |
|                            |                                        |                            |                         |                         |
|                            | Esito: collegio confermato a Laburista |                            |                         |                         |

| Partito                    | Partito                                | Candidato                  | Risultati 7 giugno 2001 | Risultati 7 giugno 2001 |
| Partito                    | Partito                                | Candidato                  | Voti                    | %                       |
| -------------------------- | -------------------------------------- | -------------------------- | ----------------------- | ----------------------- |
|                            | Laburista                              | Joe Benton                 | 21 400                  | 77,55                   |
|                            | Lib Dem                                | Jim Murray                 | 2 357                   | 8,54                    |
|                            | Conservatore                           | Judith Symes               | 2 194                   | 7,95                    |
|                            | Laburista Socialista                   | Dave Flynn                 | 971                     | 3,52                    |
|                            | Alleanza Socialista                    | Peter Glover               | 672                     | 2,44                    |
|                            |                                        |                            |                         |                         |
| Iscritti                   | Iscritti                               | Iscritti                   | 55 409                  | 100,00                  |
| ↳ Votanti (% su iscritti)  | ↳ Votanti (% su iscritti)              | ↳ Votanti (% su iscritti)  | 27 594                  | 49,80                   |
| ↳ Astenuti (% su iscritti) | ↳ Astenuti (% su iscritti)             | ↳ Astenuti (% su iscritti) | 27 815                  | 50,20                   |
|                            |                                        |                            |                         |                         |
|                            | Esito: collegio confermato a Laburista |                            |                         |                         |

## Risultati dei referendum

### Referendum sulla permanenza del Regno Unito nell'Unione europea del 2016
|             | Collegio | Lasciare UE % | Rimanere in UE % |
| ----------- | -------- | ------------- | ---------------- |
|             | Bootle   | 54,8%         | 45,2%            |
| Inghilterra | 53,3%    | 46,7%         |                  |
| Regno Unito | 51,9%    | 48,1%         |                  |